# Неоптолем

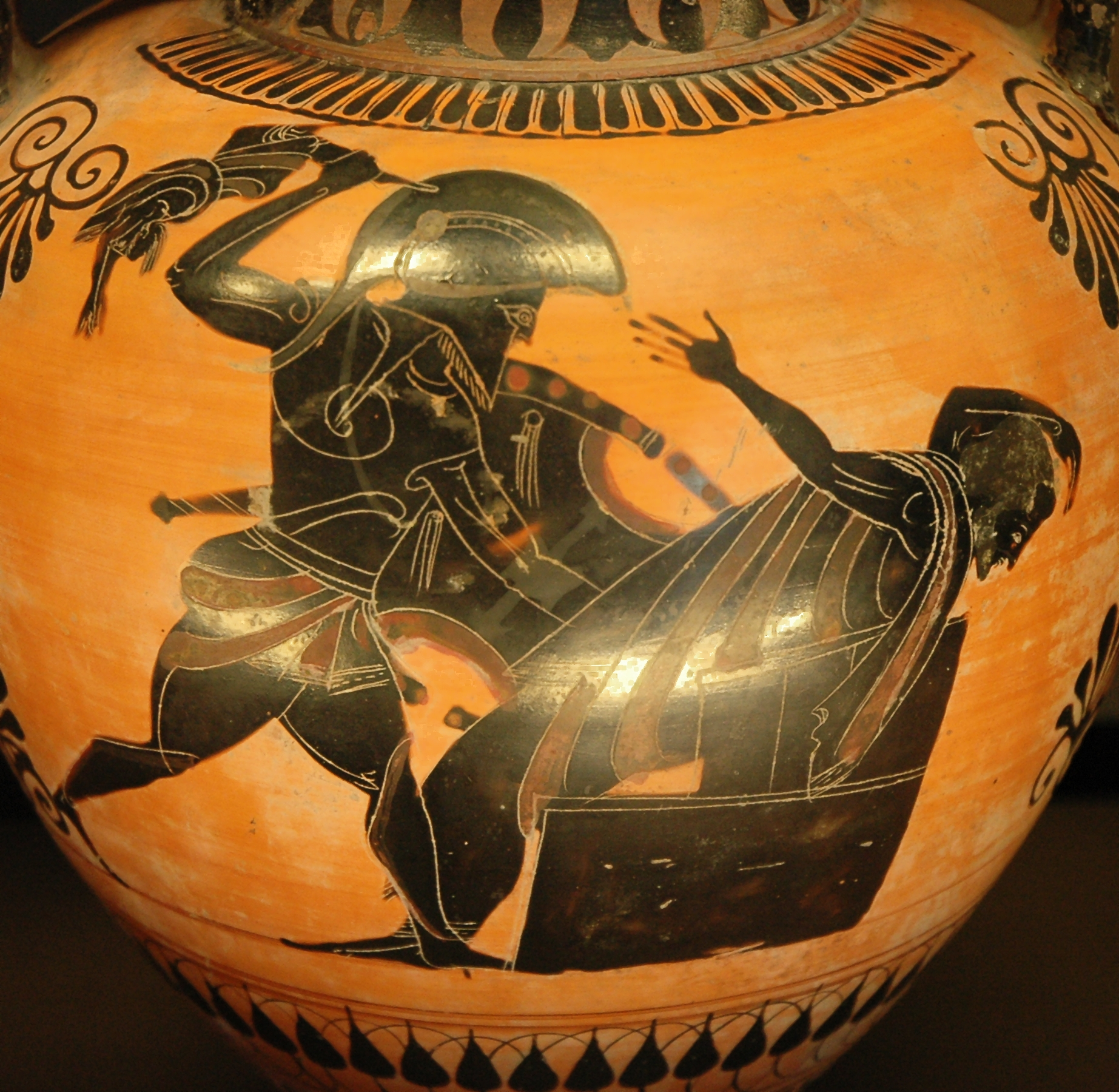
Неоптолем вбиває Пріама

Неоптолем (грец. Νεοπτόλεμος), також Пірр (грец. Πύρρος) — син Деїдамії та Ахіллеса.
Під час переховування при дворі Лікомеда Ахіллес звався Піррою, звідси друге ім’я Неоптолема — Пірр. Згідно з оракулом, участь Неоптолема в Троянській війні була умовою перемоги греків, тому Одіссей і Фенікс привезли його під Трою. У війні з троянцями Неоптолем уславився геройськими подвигами, був серед членів залоги в Троянському коні. Помстився за смерть батька, вбивши Пріама, Астіанакта й Поліксену. При розподілі бранців одержав Андромаху та Гелена. Після щасливого повернення до Епіру одружився з дочкою Менелая та Єлени Герміоною, яку раніше було обіцяно Орестові. Розгніваний Орест убив Неоптолема.